# Rajd Ypres 1992
Rajd Ypres 1992 (28. Ypres 24 Hours Rally) – 28. edycja rajdu samochodowego Rajd Ypres rozgrywanego w Belgii. Rozgrywany był od 25 do 28 czerwca 1992 roku. Była to dwudziesta szósta runda Rajdowych Mistrzostw Europy w roku 1992 (rajd miał najwyższy współczynnik – 20) oraz piąta runda Rajdowych Mistrzostw Belgii..

## Klasyfikacja rajdu
| Miejsce                                         | Kierowca                                        | Pilot                                           | Samochód                                        | Czas                                            | Strata                                          |                                                 |
| Klasyfikacja generalna, ERC i mistrzostw Belgii | Klasyfikacja generalna, ERC i mistrzostw Belgii | Klasyfikacja generalna, ERC i mistrzostw Belgii | Klasyfikacja generalna, ERC i mistrzostw Belgii | Klasyfikacja generalna, ERC i mistrzostw Belgii | Klasyfikacja generalna, ERC i mistrzostw Belgii | Klasyfikacja generalna, ERC i mistrzostw Belgii |
| ----------------------------------------------- | ----------------------------------------------- | ----------------------------------------------- | ----------------------------------------------- | ----------------------------------------------- | ----------------------------------------------- | ----------------------------------------------- |
| 1.                                              | Patrick Snijers                                 | Dany Colebunders                                | Ford Sierra RS Cosworth 4x4                     | 3:41:43                                         | 0.0                                             |                                                 |
| 2.                                              | Fabrizio Tabaton                                | Raffaele Caliro                                 | Lancia Delta HF Integrale                       | 3:41:47                                         | +4                                              |                                                 |
| 3.                                              | Pierre-César Baroni                             | Philippe David                                  | Lancia Delta HF Integrale                       | 3:45:35                                         | +3:52                                           |                                                 |
| 4.                                              | Omer Saelens                                    | Jacques Castelein                               | Ford Sierra RS Cosworth 4x4                     | 3:50:06                                         | +8:23                                           |                                                 |
| 5.                                              | Jimmy McRae                                     | Rob Arthur                                      | Ford Sierra RS Cosworth 4x4                     | 3:54:14                                         | +12:31                                          |                                                 |
| 6.                                              | Bruno Thiry                                     | Stéphane Prévot                                 | Opel Calibra 16V                                | 3:57:09                                         | +15:26                                          |                                                 |
| 7.                                              | Grégoire de Mevius                              | Willy Lux                                       | Nissan Sunny GTI-R                              | 3:57:52                                         | +16:09                                          |                                                 |
| 8.                                              | Jean-Marie Milissen                             | Arie Lekkerkerker                               | Ford Sierra RS Cosworth 4x4                     | 3:58:35                                         | +16:52                                          |                                                 |
| 9.                                              | David Metcalfe                                  | Ian Grindrod                                    | Vauxhall Nova GTE                               | 3:58:50                                         | +17:07                                          |                                                 |
| 10.                                             | Pierre Dumoulin                                 | Jan Termote                                     | Ford Sierra RS Cosworth 4x4                     | 4:01:18                                         | +19:35                                          |                                                 |